# Міжнародний день грамотності
Міжнаро́дний день гра́мотності, або Міжнаро́дний день гра́мотности, — один із міжнародних днів, що відзначаються в системі Організації Об'єднаних Націй. Цей день щорічно святкується 8 вересня.

## Історія свята
Починаючи з 1966 року ЮНЕСКО відзначає Міжнародний день грамотності, намагаючись саме в такий спосіб привернути увагу суспільства й мобілізувати міжнародну суспільну думку, щоб збудити його інтерес і досягти активної підтримки зусиль, спрямованих на розповсюдження грамотності — однієї з головних сфер діяльності ЮНЕСКО починаючи з часів її першої Генеральної конференції в 1946 році. Традиція щорічно відзначати цей день започаткована відповідною рекомендацією Всесвітньої конференції міністрів освіти з ліквідації неграмотності, що відбулася в Тегерані у вересні 1965 року. Саме ця конференція рекомендувала оголосити 8 вересня, дату урочистого відкриття конференції, Міжнародним днем грамотності та святкувати його щорічно в усьому світі.

## Призначення

Рівень грамотності населення

Мета Міжнародного дня грамотності — відзначити, що бути грамотним важливо для кожної людини та суспільства в цілому. Він підкреслює важливість грамотності та хоча б базової освіти як незамінних інструментів, що необхідні для побудови інтегрованого й мирного суспільства у XXI столітті.
Станом на 2006 рік 771 мільйон дорослих є неосвіченими, а приблизно 100 мільйонів дітей не ходять до школи. Більшість неосвіченого населення нашої планети — жінки. Крім того, величезна кількість і дітей, і молоді, і дорослих людей, охоплених шкільними й іншими освітніми програмами, не відповідають рівню, необхідному для того, щоб їх можна було вважати освіченими в умовах сьогоднішнього світу, який з кожним роком стає все складнішим. Отже, існує нагальна необхідність у розгортанні програм розповсюдження грамотності, які були б спрямовані на групи учнів, що вимагають до себе особливої уваги. У першу чергу до цих груп слід зарахувати жінок і дівчат, оскільки чоловіки та хлопці мають більше можливостей отримати належну освіту, особливо в країнах, що розвиваються.
Протягом останніх десятиліть спостерігається значний прогрес у розповсюдженні грамотності. Зокрема, у 1950 році в половині країн світу 50% або більше дорослого населення (старших 15 років) були неграмотними. На сьогодні такий стан справ існує лише у 25 країнах світу, у решті країн рівень неграмотності населення в середньому не перевищує 10%. У 1970 році лише двоє з трьох жителів нашої планети були освіченими, у 1990 році — троє з п'ятьох, а станом на 2006 рік — четверо з п'ятьох.
На сьогодні майже чотири мільярди жителів нашої планети вміють читати й писати. Освічених людей із кожним роком стає все більше й більше, але боротьба з неуцтвом залишається надзвичайно складною та масштабною проблемою.

## Святкування
Міжнародний день грамотності — один із міжнародних днів, що відзначаються в системі Організації Об'єднаних Націй. У цей день проводяться конференції та злети вчителів, найвидатніших педагогів нагороджують. Свято було запроваджене й святкується не тільки на честь тих, хто дав людству писемність, але й всіх, хто навчає дітей і молодь та розповсюджує грамотність.
Щорічно 8 вересня в ході офіційної церемонії з нагоди Міжнародного дня грамотності присуджуються Міжнародні премії ЮНЕСКО в області грамотності: Премія ЮНЕСКО імені Короля Сечжона за поширення грамотності та Премія ЮНЕСКО імені Конфуція за поширення грамотності. 
Щороку день грамотності присвячений певній тематиці:
- 2006 — «Грамотність забезпечує сталий розвиток»
- 2007, 2008 — «Грамотність і здоров'я»
- 2009 — «Грамотність розширює особисті можливості»
- 2010 — «Значення грамотності для жінок»
- 2018 — «Грамотність і розвиток навичок»
- 2019 — «Грамотність і багатомовність»[5]
- 2020 — «Освіта і навчання грамотності під час і після COVID-19»